# Морски паук (риба)
Морски паук или паук белац (лат. Trachinus draco) је отровна морска риба из класе зракоперки. Ова риба се највише одликује по томе што има отровне жлезде на првом леђном перају. Прво леђно пераје морског паука је јако специфично по томе што подсећа на бодље. Многи ову рибу због опасности које може да проузрокује својим отровним бодљама, сврставају у ред најопаснијих риба на Медитерану.

## Распрострањеност и станиште
Географска распрострањеност ове рибље врсте је велика и њена популација је заступљена у водама широм света. Географска распрострањеност морског паука креће се од Црног мора па преко Средоземног мора до Атлантског океана, такође је насељен и у водама Норвешке, у северној области Данске и у северозападној Африци. Ова риба углавном живи на малим дубинама од 1 до 30 m мада се могу пронаћи и на већим дубинама до 150 m, најчешће насељава песковита и шљунковита морска дна. Морски паук се зими обично налази у дубоким водама до 150 m и више али међутим у топлим летњим месецима примерци морског паука се могу пронаћи у приобалним водама јер лети ова врста мигрира у плитке воде близу морске обале.

## Опис

### Физички опис
Морски паук се издваја од осталих морских врста по свом издуженом телу које је пропорционално дебљини тела јако дуго, испод оба ока имају 2 до 3 мале бодље. Просечна дужина тела код ових риба је између 25 и 45 cm, док је најдужи забележен примерак ове врсте био дуг 53 cm. Најтежи забележен примерак је тежио 1,9 kg. Морски паук се одликује и по шароликим бојама обично су то плаве ознаке које се мешају са смеђим и зеленим тачкама које се простиру дуж целог тела морског паука, занимљиво је да ове рибе када угину код њих обично више није присутна плава боја.

### Отровност
Ове рибе у првом леђном перају и у шкржним поклопцима имају отровне жлезде које подсећају на бодље. Приликом убода на бодље ових риба отров који луче жлезде на човеково тело делује као неуротоксин и као хематоксин затим доспева у крв и изазива оток на месту убода а у неким случајевима може да изазове некрозу коже. Следећи симптоми убода се углавном изражавају јаком главобољом, болом у пределу срца и отежаним тешким дисањем, отров који лучи морски паук може такође да изазове и парализу
говора. Занимљиво је да је отров ових животиња термолабилан тако да није пуно опасан на воденим температурама  које су изнад 40 °C.

### Третмани за заустављање отрова
Савремена медицина за спречавање већих компликација од убода морског паука највише препоручује да се место убода што пре изложи воденој температури која износи од 40 до 42 °C, поред овог постоје и многи други савети који се препоручују као адекватно решење за заустављање отрова који производи ова риба, као што су чишћење ране а најбоље је обратити се што пре лекару. Постоје разни антибиотици, аналгетици који могу да ублаже потенцијалне узроке које може овај отров да изазове на човеково тело.

### Понашање
Морски паук воли да се закопава у песак, занимљиво је да му је за то потребно само неколико секунди. Када се закопа у песак обично му се виде само зрикаве очи и прво леђно пераје налик бодљи. Ова врста риба на тај начин најчешће лови свој плен, тако што искочи из песка и изненадно га улови.

## Исхрана
Морски паук је по својој природи риба грабљивица која у потрази за храном није превише пробирљива, углавном се храни свим ситним рибама и мањим раковима. Ове морске рибе имају посебан начин при лову свог плена тако што се укопају у песак, а када се укопају на површини им се обично виде само очи и прво леђно пераје, плен лове тако што се ископају из песка и брзим и изненађујућим скоком га улове јер њихов плен не знајући да га вреба опасност нема времена да побегне. Морски паук је врло агресивна врста тако да су способне да неретко нападну и много веће рибе од себе, обично за напад користе прво леђно пераје.

## Комерцијална продаја
Највеће продајно тржиште ове морске рибе је у Француској, где се иначе сматра деликатесом. Ова риба се често при улову упеца са другим рибљим врстама па се стога продаје на тржиштима у категорији мешане рибе која се још иначе назива и ,,morralla", оваква пракса продаје ових риба се примењује у неким деловима Медитерана.

## Размножавање
Женке морског паука се углавном мресте на дубинама од 10 до 18 m, сезона мрешћења код ових морских риба се одвија између маја и септембра. Научници и истраживачи који су проучавали фазе размножавања ових риба су дошли до закључка да је мрешћење морског паука ограничено на временски период између јуна и августа а да највећи стадијум мрешћења постижу током јула месеца. Дужина тек рођених ларви се у просеку креће од 4,8 до 6,2 mm.

## Таксономија
Шведски природњак и научник Карл фон Лине је 1758. године у својој књизи под називом 10. издање Systema Naturae дао овој врсти риба научни назив (лат. Trachinus draco и уврстио их у ред (лат. Trachiniformes), род (лат. Trachinus) и у породицу (лат. Trachinidae).

### Таксономска хијерархија
1. Царство: Животиње (Animalia)
2. Тип: Хордати (Chordata)
3. Класа: Зракоперке (Actinopterygii)
4. Ред:
5. Породица:
6. Род:
7. Врста:

## Етимологија
Занимљиво је то да се назив ових риба разликује у многим светским језицима, на енглеском језику назив ове врсте је ,,Greater weever", сматра се да тај назив потиче од англосаксонске речи ,,wivre" што у преводу значи змија.

### Називи на многим светским језицима
- бугарски:
- немачки:
- албански:
- грчки:
- шпански:
- италијански:
- пољски:
- португалски:
- румунски:
- руски:
- хрватски:
- словенски:
- турски:
- француски: